# Interlands Welsh voetbalelftal 2010-2019
Deze pagina toont een chronologisch en gedetailleerd overzicht van de interlands die het Welsh voetbalelftal heeft gespeeld in de periode 2010 – 2019.

## Interlands

### 2010
|                                                              |       |                    |        |                                                                               |
| 3 maart Vriendschappelijk № 577 «onderlinge duels» 19:45 uur | Wales | 0 – 1              | Zweden | Liberty Stadium, Swansea Toeschouwers: 8.258 Scheidsrechter: Alan Black (NIR) |
| 3 maart Vriendschappelijk № 577 «onderlinge duels» 19:45 uur |       | 44' Johan Elmander |        | Liberty Stadium, Swansea Toeschouwers: 8.258 Scheidsrechter: Alan Black (NIR) |

|                                                             |                                   |       |       |                                                                                      |
| 23 mei Vriendschappelijk № 578 «onderlinge duels» 19:00 uur | Kroatië                           | 2 – 0 | Wales | Stadion Gradski vrt, Osijek Toeschouwers: 15.000 Scheidsrechter: Slavko Vinčić (SLO) |
| 23 mei Vriendschappelijk № 578 «onderlinge duels» 19:00 uur | Ivan Rakitić 45' Drago Gabrić 81' |       |       | Stadion Gradski vrt, Osijek Toeschouwers: 15.000 Scheidsrechter: Slavko Vinčić (SLO) |

|                                                                  |                                                                                               |       |                  |                                                                                        |
| 11 augustus Vriendschappelijk № 579 «onderlinge duels» 19:45 uur | Wales                                                                                         | 5 – 1 | Luxemburg        | Parc y Scarlets, Llanelli Toeschouwers: 4.904 Scheidsrechter: Mattias Gestranius (FIN) |
| 11 augustus Vriendschappelijk № 579 «onderlinge duels» 19:45 uur | David Cotterill 35' Joe Ledley 47' (pen.) Andy King 55' Ashley Williams 78' Craig Bellamy 82' |       | 44' Joël Kitenge | Parc y Scarlets, Llanelli Toeschouwers: 4.904 Scheidsrechter: Mattias Gestranius (FIN) |

|                                                                        |                   |       |       |                                                                                          |
| 3 september EK-kwalificatie Groep G № 580 «onderlinge duels» 18:30 uur | Montenegro        | 1 – 0 | Wales | Pod Goricomstadion, Podgorica Toeschouwers: 7.442 Scheidsrechter: Anastasios Kakos (GRE) |
| 3 september EK-kwalificatie Groep G № 580 «onderlinge duels» 18:30 uur | Mirko Vučinić 30' |       |       | Pod Goricomstadion, Podgorica Toeschouwers: 7.442 Scheidsrechter: Anastasios Kakos (GRE) |

|                                                                      |       |                  |           |                                                                                         |
| 8 oktober EK-kwalificatie Groep G № 581 «onderlinge duels» 19:30 uur | Wales | 0 – 1            | Bulgarije | Cardiff City Stadium, Cardiff Toeschouwers: 14.061 Scheidsrechter: Jonas Eriksson (SWE) |
| 8 oktober EK-kwalificatie Groep G № 581 «onderlinge duels» 19:30 uur |       | 48' Ivelin Popov |           | Cardiff City Stadium, Cardiff Toeschouwers: 14.061 Scheidsrechter: Jonas Eriksson (SWE) |

|                                                                       |                                                                              |       |                 |                                                                              |
| 12 oktober EK-kwalificatie Groep G № 582 «onderlinge duels» 19:30 uur | Zwitserland                                                                  | 4 – 1 | Wales           | St. Jakob-Park, Bazel Toeschouwers: 26.000 Scheidsrechter: Alain Hamer (LUX) |
| 12 oktober EK-kwalificatie Groep G № 582 «onderlinge duels» 19:30 uur | Valentin Stocker 9' Marco Streller 21' Gökhan Inler 82' Valentin Stocker 89' |       | 13' Gareth Bale | St. Jakob-Park, Bazel Toeschouwers: 26.000 Scheidsrechter: Alain Hamer (LUX) |

### 2011
|                                                                 |                                                   |       |       |                                                                               |
| 8 februari Vriendschappelijk № 583 «onderlinge duels» 19:45 uur | Ierland                                           | 3 – 0 | Wales | Avivastadion, Dublin Toeschouwers: 19.783 Scheidsrechter: Mark Courtney (NIR) |
| 8 februari Vriendschappelijk № 583 «onderlinge duels» 19:45 uur | Darron Gibson 60' Damien Duff 66' Keith Fahey 82' |       |       | Avivastadion, Dublin Toeschouwers: 19.783 Scheidsrechter: Mark Courtney (NIR) |

|                                                                     |       |                                         |          |                                                                                             |
| 26 maart EK-kwalificatie Groep G № 584 «onderlinge duels» 15:00 uur | Wales | 0 – 2                                   | Engeland | Millennium Stadium, Cardiff Toeschouwers: 68.959 Scheidsrechter: Olegário Benquerença (POR) |
| 26 maart EK-kwalificatie Groep G № 584 «onderlinge duels» 15:00 uur |       | 7' (pen.) Frank Lampard 15' Darren Bent |          | Millennium Stadium, Cardiff Toeschouwers: 68.959 Scheidsrechter: Olegário Benquerença (POR) |

|                                                       |                     |       |                                                          |                                                                                |
| 25 mei Nations Cup № 585 «onderlinge duels» 19:45 uur | Wales               | 1 – 3 | Schotland                                                | Avivastadion, Dublin Toeschouwers: 6.036 Scheidsrechter: Raymond Crangle (NIR) |
| 25 mei Nations Cup № 585 «onderlinge duels» 19:45 uur | Robert Earnshaw 36' |       | 56' James Morrison 65' Kenny Miller 71' Christophe Berra | Avivastadion, Dublin Toeschouwers: 6.036 Scheidsrechter: Raymond Crangle (NIR) |

|                                                             |                                      |       |               |                                                                         |
| 27 mei Vriendschappelijk № 586 «onderlinge duels» 19:45 uur | Wales                                | 2 – 0 | Noord-Ierland | Avivastadion, Dublin Toeschouwers: 529 Scheidsrechter: Alan Kelly (IRL) |
| 27 mei Vriendschappelijk № 586 «onderlinge duels» 19:45 uur | Aaron Ramsey 36' Robert Earnshaw 71' |       |               | Avivastadion, Dublin Toeschouwers: 529 Scheidsrechter: Alan Kelly (IRL) |

|                                                                  |                 |       |                                 |                                                                                       |
| 10 augustus Vriendschappelijk № 587 «onderlinge duels» 19:45 uur | Wales           | 1 – 2 | Australië                       | Cardiff City Stadium, Cardiff Toeschouwers: 6.378 Scheidsrechter: Kristo Tohver (EST) |
| 10 augustus Vriendschappelijk № 587 «onderlinge duels» 19:45 uur | Darcy Blake 83' |       | 44' Tim Cahill 60' Robbie Kruse | Cardiff City Stadium, Cardiff Toeschouwers: 6.378 Scheidsrechter: Kristo Tohver (EST) |

|                                                                        |                                    |       |                    |                                                                                     |
| 2 september EK-kwalificatie Groep G № 588 «onderlinge duels» 19:45 uur | Wales                              | 2 – 1 | Montenegro         | Cardiff City Stadium, Cardiff Toeschouwers: 17.500 Scheidsrechter: Luca Banti (ITA) |
| 2 september EK-kwalificatie Groep G № 588 «onderlinge duels» 19:45 uur | Steve Morison 29' Aaron Ramsey 50' |       | 71' Stevan Jovetić | Cardiff City Stadium, Cardiff Toeschouwers: 17.500 Scheidsrechter: Luca Banti (ITA) |

|                                                                        |                  |       |       |                                                                                         |
| 6 september EK-kwalificatie Groep G № 589 «onderlinge duels» 19:45 uur | Engeland         | 1 – 0 | Wales | Wembley Stadium, Londen Toeschouwers: 77.128 Scheidsrechter: Robert Schörgenhofer (AUT) |
| 6 september EK-kwalificatie Groep G № 589 «onderlinge duels» 19:45 uur | Ashley Young 35' |       |       | Wembley Stadium, Londen Toeschouwers: 77.128 Scheidsrechter: Robert Schörgenhofer (AUT) |

|                                                                      |                                         |       |             |                                                                                   |
| 7 oktober EK-kwalificatie Groep G № 590 «onderlinge duels» 19:45 uur | Wales                                   | 2 – 0 | Zwitserland | Liberty Stadium, Swansea Toeschouwers: 12.317 Scheidsrechter: Björn Kuipers (NED) |
| 7 oktober EK-kwalificatie Groep G № 590 «onderlinge duels» 19:45 uur | Aaron Ramsey 60' (pen.) Gareth Bale 71' |       |             | Liberty Stadium, Swansea Toeschouwers: 12.317 Scheidsrechter: Björn Kuipers (NED) |

|                                                                       |           |                 |       |                                                                                           |
| 11 oktober EK-kwalificatie Groep G № 591 «onderlinge duels» 20:05 uur | Bulgarije | 0 – 1           | Wales | Vasil Levski Nationaal Stadion, Sofia Toeschouwers: 1.672 Scheidsrechter: Pawel Gil (POL) |
| 11 oktober EK-kwalificatie Groep G № 591 «onderlinge duels» 20:05 uur |           | 45' Gareth Bale |       | Vasil Levski Nationaal Stadion, Sofia Toeschouwers: 1.672 Scheidsrechter: Pawel Gil (POL) |

|                                               |                                                               |       |                    |                                                                                            |
| 12 november Vriendschappelijk № 592 16:00 uur | Wales                                                         | 4 – 1 | Noorwegen          | Cardiff City Stadium, Cardiff Toeschouwers: 12.600 Scheidsrechter: Gerhard Grobelnik (AUT) |
| 12 november Vriendschappelijk № 592 16:00 uur | Gareth Bale 11' Craig Bellamy 16' Sam Vokes 88' Sam Vokes 89' |       | 61' Erik Huseklepp | Cardiff City Stadium, Cardiff Toeschouwers: 12.600 Scheidsrechter: Gerhard Grobelnik (AUT) |

### 2012
|                                                                  |       |                  |            |                                                                                      |
| 29 februari Vriendschappelijk № 593 «onderlinge duels» 19:45 uur | Wales | 0 – 1            | Costa Rica | Cardiff City Stadium, Cardiff Toeschouwers: 23.193 Scheidsrechter: Howard Webb (ENG) |
| 29 februari Vriendschappelijk № 593 «onderlinge duels» 19:45 uur |       | 6' Joel Campbell |            | Cardiff City Stadium, Cardiff Toeschouwers: 23.193 Scheidsrechter: Howard Webb (ENG) |

|                                                             |                                       |       |       |                                                                                             |
| 27 mei Vriendschappelijk № 594 «onderlinge duels» 21:00 uur | Mexico                                | 2 – 0 | Wales | MetLife Stadium, East Rutherford Toeschouwers: 35.518 Scheidsrechter: Ricardo Salazar (USA) |
| 27 mei Vriendschappelijk № 594 «onderlinge duels» 21:00 uur | Aldo de Nigris 43' Aldo de Nigris 89' |       |       | MetLife Stadium, East Rutherford Toeschouwers: 35.518 Scheidsrechter: Ricardo Salazar (USA) |

|                                                                  |       |                                            |                       |                                                                                 |
| 15 augustus Vriendschappelijk № 595 «onderlinge duels» 20:45 uur | Wales | 0 – 2                                      | Bosnië en Herzegovina | Parc y Scarlets, Llanelli Toeschouwers: 10.000 Scheidsrechter: Marco Borg (MLT) |
| 15 augustus Vriendschappelijk № 595 «onderlinge duels» 20:45 uur |       | 21' Vedad Ibišević 54' Miroslav Stevanović |                       | Parc y Scarlets, Llanelli Toeschouwers: 10.000 Scheidsrechter: Marco Borg (MLT) |

|                                                                    |       |                                        |        |                                                                                             |
| 7 september WK-kwalificatie Groep A № 596 «onderlinge duels» 20:45 | Wales | 0 – 2                                  | België | Cardiff City Stadium, Cardiff Toeschouwers: 20.156 Scheidsrechter: Stefan Johannesson (ZWE) |
| 7 september WK-kwalificatie Groep A № 596 «onderlinge duels» 20:45 |       | 41' Vincent Kompany 83' Jan Vertonghen |        | Cardiff City Stadium, Cardiff Toeschouwers: 20.156 Scheidsrechter: Stefan Johannesson (ZWE) |

|                                                                         | |       |                 |                                                                                      |
| 11 september WK-kwalificatie Groep A № 597 «onderlinge duels» 20:30 uur | Servië | 6 – 1 | Wales           | Karadjordjestadion, Novi Sad Toeschouwers: 11.300 Scheidsrechter: Duarte Gomes (POR) |
| 11 september WK-kwalificatie Groep A № 597 «onderlinge duels» 20:30 uur | Aleksandar Kolarov 16' Zoran Tošić 24' Filip Djuričić 39' Dušan Tadić 55' Branislav Ivanović 79' Miralem Sulejmani 90' |       | 30' Gareth Bale | Karadjordjestadion, Novi Sad Toeschouwers: 11.300 Scheidsrechter: Duarte Gomes (POR) |

|                                                                       |                                        |       |                    |                                                                                        |
| 12 oktober WK-kwalificatie Groep A № 598 «onderlinge duels» 20:45 uur | Wales                                  | 2 – 1 | Schotland          | Cardiff City Stadium, Cardiff Toeschouwers: 23.249 Scheidsrechter: Florian Meyer (GER) |
| 12 oktober WK-kwalificatie Groep A № 598 «onderlinge duels» 20:45 uur | Gareth Bale 81' (pen.) Gareth Bale 90' |       | 28' James Morrison | Cardiff City Stadium, Cardiff Toeschouwers: 23.249 Scheidsrechter: Florian Meyer (GER) |

|                                                                       |                                 |       |       |                                                                                        |
| 16 oktober WK-kwalificatie Groep A № 599 «onderlinge duels» 20:00 uur | Kroatië                         | 2 – 0 | Wales | Stadion Gradski vrt, Osijek Toeschouwers: 18.000 Scheidsrechter: Alexandru Tudor (ROU) |
| 16 oktober WK-kwalificatie Groep A № 599 «onderlinge duels» 20:00 uur | Mario Mandžukić 27' Eduardo 57' |       |       | Stadion Gradski vrt, Osijek Toeschouwers: 18.000 Scheidsrechter: Alexandru Tudor (ROU) |

### 2013
|                                                                 |                               |       |                |                                                                                   |
| 6 februari Vriendschappelijk № 600 «onderlinge duels» 19:45 uur | Wales                         | 2 – 1 | Oostenrijk     | Liberty Stadium, Swansea Toeschouwers: 8.000 Scheidsrechter: Menashe Masiah (ISR) |
| 6 februari Vriendschappelijk № 600 «onderlinge duels» 19:45 uur | Gareth Bale 21' Sam Vokes 52' |       | 75' Marc Janko | Liberty Stadium, Swansea Toeschouwers: 8.000 Scheidsrechter: Menashe Masiah (ISR) |

|                                                                     |                    |       |                                      |                                                                                  |
| 22 maart WK-kwalificatie Groep A № 601 «onderlinge duels» 20:00 uur | Schotland          | 1 – 2 | Wales                                | Hampden Park, Glasgow Toeschouwers: 39.365 Scheidsrechter: Anthony Gautier (FRA) |
| 22 maart WK-kwalificatie Groep A № 601 «onderlinge duels» 20:00 uur | Grant Hanley 45+2' |       | 72' Aaron Ramsey 74' Hal Robson-Kanu | Hampden Park, Glasgow Toeschouwers: 39.365 Scheidsrechter: Anthony Gautier (FRA) |

|                                                                     |                        |       |                                       |                                                                                |
| 26 maart WK-kwalificatie Groep A № 602 «onderlinge duels» 20:00 uur | Wales                  | 1 – 2 | Kroatië                               | Liberty Stadium, Swansea Toeschouwers: 12.500 Scheidsrechter: Luca Banti (ITA) |
| 26 maart WK-kwalificatie Groep A № 602 «onderlinge duels» 20:00 uur | Gareth Bale 21' (pen.) |       | 77' Dejan Lovren 87' Eduardo da Silva | Liberty Stadium, Swansea Toeschouwers: 12.500 Scheidsrechter: Luca Banti (ITA) |

|                                                                  |       |       |         |                                                                                         |
| 14 augustus Vriendschappelijk № 603 «onderlinge duels» 19:45 uur | Wales | 0 – 0 | Ierland | Cardiff City Stadium, Cardiff Toeschouwers: 20.000 Scheidsrechter: Pavel Královec (CZE) |
| 14 augustus Vriendschappelijk № 603 «onderlinge duels» 19:45 uur |       |       |         | Cardiff City Stadium, Cardiff Toeschouwers: 20.000 Scheidsrechter: Pavel Královec (CZE) |

|                                                                        |                                               |       |                         |                                                                                 |
| 6 september WK-kwalificatie Groep A № 604 «onderlinge duels» 19:00 uur | Macedonië                                     | 2 – 1 | Wales                   | Philip II Arena, Skopje Toeschouwers: 13.000 Scheidsrechter: Sascha Kever (SUI) |
| 6 september WK-kwalificatie Groep A № 604 «onderlinge duels» 19:00 uur | Ivan Tričkovski 20' Aleksandar Trajkovski 80' |       | 39' (pen.) Aaron Ramsey | Philip II Arena, Skopje Toeschouwers: 13.000 Scheidsrechter: Sascha Kever (SUI) |

|                                                                         |       |                                                             |        |                                                                                          |
| 10 september WK-kwalificatie Groep A № 605 «onderlinge duels» 20:45 uur | Wales | 0 – 3                                                       | Servië | Cardiff City Stadium, Cardiff Toeschouwers: 7.500 Scheidsrechter: Szymon Marciniak (POL) |
| 10 september WK-kwalificatie Groep A № 605 «onderlinge duels» 20:45 uur |       | 8' Filip Đorđević 38' Aleksandar Kolarov 55' Lazar Marković |        | Cardiff City Stadium, Cardiff Toeschouwers: 7.500 Scheidsrechter: Szymon Marciniak (POL) |

|                                                                       |                  |       |           |                                                                                        |
| 11 oktober WK-kwalificatie Groep A № 606 «onderlinge duels» 20:45 uur | Wales            | 1 – 0 | Macedonië | Cardiff City Stadium, Cardiff Toeschouwers: 11.257 Scheidsrechter: Suren Baliyan (ARM) |
| 11 oktober WK-kwalificatie Groep A № 606 «onderlinge duels» 20:45 uur | Simon Church 67' |       |           | Cardiff City Stadium, Cardiff Toeschouwers: 11.257 Scheidsrechter: Suren Baliyan (ARM) |

|                                                                       |                     |       |                  |                                                                                             |
| 15 oktober WK-kwalificatie Groep A № 607 «onderlinge duels» 20:45 uur | België              | 1 – 1 | Wales            | Koning Boudewijnstadion, Brussel Toeschouwers: 45.401 Scheidsrechter: Sergej Karasjov (RUS) |
| 15 oktober WK-kwalificatie Groep A № 607 «onderlinge duels» 20:45 uur | Kevin De Bruyne 64' |       | 88' Aaron Ramsey | Koning Boudewijnstadion, Brussel Toeschouwers: 45.401 Scheidsrechter: Sergej Karasjov (RUS) |

|                                                                  |               |       |                  |                                                                                               |
| 16 november Vriendschappelijk № 608 «onderlinge duels» 19:00 uur | Wales         | 1 – 1 | Finland          | Cardiff City Stadium, Cardiff Toeschouwers: 11.809 Scheidsrechter: Sébastien Delferière (BEL) |
| 16 november Vriendschappelijk № 608 «onderlinge duels» 19:00 uur | Andy King 58' |       | 90+1' Riku Riski | Cardiff City Stadium, Cardiff Toeschouwers: 11.809 Scheidsrechter: Sébastien Delferière (BEL) |

### 2014
|                                                              |                                                 |       |                            |                                                                                    |
| 5 maart Vriendschappelijk № 609 «onderlinge duels» 17:00 uur | Wales                                           | 3 – 1 | IJsland                    | Cardiff City Stadium, Cardiff Toeschouwers: 13.219 Scheidsrechter: Eiko Saar (EST) |
| 5 maart Vriendschappelijk № 609 «onderlinge duels» 17:00 uur | James Collins 12' Sam Vokes 64' Gareth Bale 70' |       | 26' (e.d.) Adrian Williams | Cardiff City Stadium, Cardiff Toeschouwers: 13.219 Scheidsrechter: Eiko Saar (EST) |

|                                                             |                                    |       |       |                                                                                       |
| 4 juni Vriendschappelijk № 610 «onderlinge duels» 20:30 uur | Nederland                          | 2 – 0 | Wales | Amsterdam ArenA, Amsterdam Toeschouwers: 51.000 Scheidsrechter: Bülent Yıldırım (TUR) |
| 4 juni Vriendschappelijk № 610 «onderlinge duels» 20:30 uur | Arjen Robben 32' Jeremain Lens 76' |       |       | Amsterdam ArenA, Amsterdam Toeschouwers: 51.000 Scheidsrechter: Bülent Yıldırım (TUR) |

|                                                                        |                         |       |                                 |                                                                                           |
| 9 september EK-kwalificatie Groep B № 611 «onderlinge duels» 20:45 uur | Andorra                 | 1 – 2 | Wales                           | Estadi Nacional, Andorra la Vella Toeschouwers: 3.150 Scheidsrechter: Slavko Vinčić (SLO) |
| 9 september EK-kwalificatie Groep B № 611 «onderlinge duels» 20:45 uur | Ildefons Lima 6' (pen.) |       | 22' Gareth Bale 81' Gareth Bale | Estadi Nacional, Andorra la Vella Toeschouwers: 3.150 Scheidsrechter: Slavko Vinčić (SLO) |

|                                                                       |       |       |                |                                                                                               |
| 10 oktober EK-kwalificatie Groep B № 612 «onderlinge duels» 20:45 uur | Wales | 0 – 0 | Bosnië en Her. | Cardiff City Stadium, Cardiff Toeschouwers: 30.741 Scheidsrechter: Vladislav Bezborodov (RUS) |
| 10 oktober EK-kwalificatie Groep B № 612 «onderlinge duels» 20:45 uur |       |       |                | Cardiff City Stadium, Cardiff Toeschouwers: 30.741 Scheidsrechter: Vladislav Bezborodov (RUS) |

|                                                                       |                                         |       |                   |                                                                                       |
| 13 oktober EK-kwalificatie Groep B № 613 «onderlinge duels» 20:45 uur | Wales                                   | 2 – 1 | Cyprus            | Cardiff City Stadium, Cardiff Toeschouwers: 21.273 Scheidsrechter: Manuel Gräfe (GER) |
| 13 oktober EK-kwalificatie Groep B № 613 «onderlinge duels» 20:45 uur | David Cotterill 13' Hal Robson-Kanu 23' |       | 36' Vincent Laban | Cardiff City Stadium, Cardiff Toeschouwers: 21.273 Scheidsrechter: Manuel Gräfe (GER) |

|                                                                        |        |       |       |                                                                                            |
| 16 november EK-kwalificatie Groep B № 614 «onderlinge duels» 20:45 uur | België | 0 – 0 | Wales | Koning Boudewijnstadion, Brussel Toeschouwers: 46.000 Scheidsrechter: Pavel Královec (CZE) |
| 16 november EK-kwalificatie Groep B № 614 «onderlinge duels» 20:45 uur |        |       |       | Koning Boudewijnstadion, Brussel Toeschouwers: 46.000 Scheidsrechter: Pavel Královec (CZE) |

### 2015
|                                                                     |        |                                                    |       |                                                                                   |
| 28 maart EK-kwalificatie Groep B № 615 «onderlinge duels» 20:45 uur | Israël | 0 – 3                                              | Wales | Sammy Oferstadion, Haifa Toeschouwers: 30.200 Scheidsrechter: Milorad Mažić (SRB) |
| 28 maart EK-kwalificatie Groep B № 615 «onderlinge duels» 20:45 uur |        | 45+1' Aaron Ramsey 50' Gareth Bale 77' Gareth Bale |       | Sammy Oferstadion, Haifa Toeschouwers: 30.200 Scheidsrechter: Milorad Mažić (SRB) |

|                                                                    |                 |       |        |                                                                                      |
| 12 juni EK-kwalificatie Groep B № 616 «onderlinge duels» 20:45 uur | Wales           | 1 – 0 | België | Cardiff City Stadium, Cardiff Toeschouwers: 33.280 Scheidsrechter: Felix Brych (GER) |
| 12 juni EK-kwalificatie Groep B № 616 «onderlinge duels» 20:45 uur | Gareth Bale 25' |       |        | Cardiff City Stadium, Cardiff Toeschouwers: 33.280 Scheidsrechter: Felix Brych (GER) |

|                                                                        |        |                 |       |                                                                                  |
| 3 september EK-kwalificatie Groep B № 617 «onderlinge duels» 20:45 uur | Cyprus | 0 – 1           | Wales | GSP-stadion, Nicosia Toeschouwers: 14.992 Scheidsrechter: Szymon Marciniak (GER) |
| 3 september EK-kwalificatie Groep B № 617 «onderlinge duels» 20:45 uur |        | 82' Gareth Bale |       | GSP-stadion, Nicosia Toeschouwers: 14.992 Scheidsrechter: Szymon Marciniak (GER) |

|                                                                        |       |       |        |                                                                                     |
| 6 september EK-kwalificatie Groep B № 618 «onderlinge duels» 18:00 uur | Wales | 0 – 0 | Israël | Cardiff City Stadium, Cardiff Toeschouwers: 32.653 Scheidsrechter: Ivan Bebek (CRO) |
| 6 september EK-kwalificatie Groep B № 618 «onderlinge duels» 18:00 uur |       |       |        | Cardiff City Stadium, Cardiff Toeschouwers: 32.653 Scheidsrechter: Ivan Bebek (CRO) |

|                                                                       |                                    |       |       |                                                                                          |
| 10 oktober EK-kwalificatie Groep B № 619 «onderlinge duels» 20:45 uur | Bosnië en Herz.                    | 2 – 0 | Wales | Bilino Polje, Zenica Toeschouwers: 12.000 Scheidsrechter: Alberto Undiano Mallenco (ESP) |
| 10 oktober EK-kwalificatie Groep B № 619 «onderlinge duels» 20:45 uur | Milan Đurić 71' Vedad Ibišević 90' |       |       | Bilino Polje, Zenica Toeschouwers: 12.000 Scheidsrechter: Alberto Undiano Mallenco (ESP) |

|                                                                       |                                  |       |         |                                                                                     |
| 13 oktober EK-kwalificatie Groep B № 620 «onderlinge duels» 20:45 uur | Wales                            | 2 – 0 | Andorra | Cardiff City Stadium, Cardiff Toeschouwers: 33.280 Scheidsrechter: Kevin Blom (NED) |
| 13 oktober EK-kwalificatie Groep B № 620 «onderlinge duels» 20:45 uur | Aaron Ramsey 50' Gareth Bale 86' |       |         | Cardiff City Stadium, Cardiff Toeschouwers: 33.280 Scheidsrechter: Kevin Blom (NED) |

|                                                                  |                                |       |                                                |                                                                                         |
| 13 november Vriendschappelijk № 621 «onderlinge duels» 20:45 uur | Wales                          | 2 – 3 | Nederland                                      | Cardiff City Stadium, Cardiff Toeschouwers: 25.669 Scheidsrechter: Benoît Bastien (FRA) |
| 13 november Vriendschappelijk № 621 «onderlinge duels» 20:45 uur | Joe Ledley 45+3' Emyr Huws 70' |       | 32' Bas Dost 55' Arjen Robben 81' Arjen Robben | Cardiff City Stadium, Cardiff Toeschouwers: 25.669 Scheidsrechter: Benoît Bastien (FRA) |

### 2016
|                                                               |                  |       |                    |                                                                                        |
| 24 maart Vriendschappelijk № 622 «onderlinge duels» 20:45 uur | Wales            | 1 – 1 | Noord-Ierland      | Cardiff City Stadium, Cardiff Toeschouwers: 21.855 Scheidsrechter: Steven McLean (SCO) |
| 24 maart Vriendschappelijk № 622 «onderlinge duels» 20:45 uur | Simon Church 89' |       | 60' Craig Cathcart | Cardiff City Stadium, Cardiff Toeschouwers: 21.855 Scheidsrechter: Steven McLean (SCO) |

|                                                               |                       |       |       |                                                                                   |
| 28 maart Vriendschappelijk № 623 «onderlinge duels» 20:00 uur | Oekraïne              | 1 – 0 | Wales | NSK Olimpiejsky, Kiev Toeschouwers: 20.000 Scheidsrechter: Serdar Gözübüyük (NED) |
| 28 maart Vriendschappelijk № 623 «onderlinge duels» 20:00 uur | Andrij Jarmolenko 27' |       |       | NSK Olimpiejsky, Kiev Toeschouwers: 20.000 Scheidsrechter: Serdar Gözübüyük (NED) |

|                                                             |                                                       |       |       |                                                                             |
| 5 juni Vriendschappelijk № 624 «onderlinge duels» 16:00 uur | Zweden                                                | 3 – 0 | Wales | Friends Arena, Solna Toeschouwers: 37.942 Scheidsrechter: Tobias Welz (GER) |
| 5 juni Vriendschappelijk № 624 «onderlinge duels» 16:00 uur | Emil Forsberg 40' Mikael Lustig 57' John Guidetti 87' |       |       | Friends Arena, Solna Toeschouwers: 37.942 Scheidsrechter: Tobias Welz (GER) |

| EK 2016 |
| ------- |

|                                                            |                                     |       |                 |                                                                                               |
| 11 juni EK 2016 Groep B № 625 «onderlinge duels» 18:00 uur | Wales                               | 2 – 1 | Slowakije       | Nouveau Stade Bordeaux, Bordeaux Toeschouwers: 37.831 Scheidsrechter: Svein Oddvar Moen (NOR) |
| 11 juni EK 2016 Groep B № 625 «onderlinge duels» 18:00 uur | Gareth Bale 10' Hal Robson-Kanu 81' |       | 61' Ondrej Duda | Nouveau Stade Bordeaux, Bordeaux Toeschouwers: 37.831 Scheidsrechter: Svein Oddvar Moen (NOR) |

|                                                            |                                        |       |                 |                                                                                 |
| 16 juni EK 2016 Groep B № 626 «onderlinge duels» 15:00 uur | Engeland                               | 2 – 1 | Wales           | Parc des Princes, Parijs Toeschouwers: 34.033 Scheidsrechter: Felix Brych (GER) |
| 16 juni EK 2016 Groep B № 626 «onderlinge duels» 15:00 uur | Jamie Vardy 56' Daniel Sturridge 90+1' |       | 42' Gareth Bale | Parc des Princes, Parijs Toeschouwers: 34.033 Scheidsrechter: Felix Brych (GER) |

|                                                            |         |                                                  |       |                                                                                       |
| 20 juni EK 2016 Groep B № 627 «onderlinge duels» 21:00 uur | Rusland | 0 – 3                                            | Wales | Stadium Municipal, Toulouse Toeschouwers: 28.840 Scheidsrechter: Jonas Eriksson (SWE) |
| 20 juni EK 2016 Groep B № 627 «onderlinge duels» 21:00 uur |         | 11' Aaron Ramsey 20' Neil Taylor 67' Gareth Bale |       | Stadium Municipal, Toulouse Toeschouwers: 28.840 Scheidsrechter: Jonas Eriksson (SWE) |

|                                                                   |                           |       |               |                                                                                     |
| 25 juni EK 2016 Achtste finale № 628 «onderlinge duels» 18:00 uur | Wales                     | 1 – 0 | Noord-Ierland | Parc des Princes, Parijs Toeschouwers: 44.342 Scheidsrechter: Martin Atkinson (ENG) |
| 25 juni EK 2016 Achtste finale № 628 «onderlinge duels» 18:00 uur | Gareth McAuley 75' (e.d.) |       |               | Parc des Princes, Parijs Toeschouwers: 44.342 Scheidsrechter: Martin Atkinson (ENG) |

|                                                               |                                                       |       |                      | |
| 1 juli EK 2016 Kwartfinale № 629 «onderlinge duels» 21:00 uur | Wales                                                 | 3 – 1 | België               | Grand Stade Lille Métropole, Villeneuve-d'Ascq Toeschouwers: 45.936 Scheidsrechter: Damir Skomina (SLO) |
| 1 juli EK 2016 Kwartfinale № 629 «onderlinge duels» 21:00 uur | Ashley Williams 31' Hal Robson-Kanu 55' Sam Vokes 86' |       | 13' Radja Nainggolan | Grand Stade Lille Métropole, Villeneuve-d'Ascq Toeschouwers: 45.936 Scheidsrechter: Damir Skomina (SLO) |

|                                                                |                                |       |       |                                                                                         |
| 6 juli EK 2016 Halve finale № 630 «onderlinge duels» 21:00 uur | Portugal                       | 2 – 0 | Wales | Parc Olympique Lyonnais, Lyon Toeschouwers: 55.679 Scheidsrechter: Jonas Eriksson (SWE) |
| 6 juli EK 2016 Halve finale № 630 «onderlinge duels» 21:00 uur | Cristiano Ronaldo 50' Nani 53' |       |       | Parc Olympique Lyonnais, Lyon Toeschouwers: 55.679 Scheidsrechter: Jonas Eriksson (SWE) |

|  |  |  |  |  |  |  |  |  |

|                                                                        |                                                               |       |          |                                                                                      |
| 5 september WK-kwalificatie Groep D № 631 «onderlinge duels» 20:45 uur | Wales                                                         | 4 – 0 | Moldavië | Cardiff City Stadium, Cardiff Toeschouwers: 31.731 Scheidsrechter: Liran Liany (ISR) |
| 5 september WK-kwalificatie Groep D № 631 «onderlinge duels» 20:45 uur | Sam Vokes 38' Joe Allen 44' Gareth Bale 50' Gareth Bale 90+5' |       |          | Cardiff City Stadium, Cardiff Toeschouwers: 31.731 Scheidsrechter: Liran Liany (ISR) |

|                                                                      |                                           |       |                                         |                                                                                    |
| 6 oktober WK-kwalificatie Groep D № 632 «onderlinge duels» 20:45 uur | Oostenrijk                                | 2 – 2 | Wales                                   | Ernst Happelstadion, Wenen Toeschouwers: 44.200 Scheidsrechter: Cüneyt Çakır (TUR) |
| 6 oktober WK-kwalificatie Groep D № 632 «onderlinge duels» 20:45 uur | Marko Arnautović 28' Marko Arnautović 48' |       | 22' Joe Allen 45+1' (e.d.) Kevin Wimmer | Ernst Happelstadion, Wenen Toeschouwers: 44.200 Scheidsrechter: Cüneyt Çakır (TUR) |

|                                                                      |                 |       |                         |                                                                                          |
| 9 oktober WK-kwalificatie Groep D № 633 «onderlinge duels» 20:45 uur | Wales           | 1 – 1 | Georgië                 | Cardiff City Stadium, Cardiff Toeschouwers: 32.652 Scheidsrechter: Paolo Mazzoleni (ITA) |
| 9 oktober WK-kwalificatie Groep D № 633 «onderlinge duels» 20:45 uur | Gareth Bale 10' |       | 57' Tornike Okriasjvili | Cardiff City Stadium, Cardiff Toeschouwers: 32.652 Scheidsrechter: Paolo Mazzoleni (ITA) |

|                                                                        |                 |       |                         |                                                                                          |
| 12 november WK-kwalificatie Groep D № 634 «onderlinge duels» 20:45 uur | Wales           | 1 – 1 | Servië                  | Cardiff City Stadium, Cardiff Toeschouwers: 33.000 Scheidsrechter: Alberto Undiano (ESP) |
| 12 november WK-kwalificatie Groep D № 634 «onderlinge duels» 20:45 uur | Gareth Bale 30' |       | 85' Aleksandar Mitrović | Cardiff City Stadium, Cardiff Toeschouwers: 33.000 Scheidsrechter: Alberto Undiano (ESP) |

### 2017
|                                                                     |         |       |       |                                                                                |
| 24 maart WK-kwalificatie Groep D № 635 «onderlinge duels» 20:45 uur | Ierland | 0 – 0 | Wales | Avivastadion, Dublin Toeschouwers: 51.700 Scheidsrechter: Nicola Rizzoli (ITA) |
| 24 maart WK-kwalificatie Groep D № 635 «onderlinge duels» 20:45 uur |         |       |       | Avivastadion, Dublin Toeschouwers: 51.700 Scheidsrechter: Nicola Rizzoli (ITA) |

|                                                                    |                         |       |                         |                                                                                   |
| 11 juni WK-kwalificatie Groep D № 636 «onderlinge duels» 20:45 uur | Servië                  | 1 – 1 | Wales                   | Rode Sterstadion, Belgrado Toeschouwers: 46.673 Scheidsrechter: Jorge Sousa (POR) |
| 11 juni WK-kwalificatie Groep D № 636 «onderlinge duels» 20:45 uur | Aleksandar Mitrović 73' |       | 35' (pen.) Aaron Ramsey | Rode Sterstadion, Belgrado Toeschouwers: 46.673 Scheidsrechter: Jorge Sousa (POR) |

|                                                                        |                  |       |            |                                                                                         |
| 2 september WK-kwalificatie Groep D № 637 «onderlinge duels» 20:45 uur | Wales            | 1 – 0 | Oostenrijk | Cardiff City Stadium, Cardiff Toeschouwers: 32.633 Scheidsrechter: Ovidiu Haţegan (ROU) |
| 2 september WK-kwalificatie Groep D № 637 «onderlinge duels» 20:45 uur | Ben Woodburn 74' |       |            | Cardiff City Stadium, Cardiff Toeschouwers: 32.633 Scheidsrechter: Ovidiu Haţegan (ROU) |

|                                                                        |          |                                        |       |                                                                                        |
| 5 september WK-kwalificatie Groep D № 638 «onderlinge duels» 20:45 uur | Moldavië | 0 – 2                                  | Wales | Stadionul Zimbru, Chișinău Toeschouwers: 10.411 Scheidsrechter: Paweł Raczkowski (POL) |
| 5 september WK-kwalificatie Groep D № 638 «onderlinge duels» 20:45 uur |          | 80' Hal Robson-Kanu 90+3' Aaron Ramsey |       | Stadionul Zimbru, Chișinău Toeschouwers: 10.411 Scheidsrechter: Paweł Raczkowski (POL) |

|                                                                      |         |                  |       |                                                                                               |
| 6 oktober WK-kwalificatie Groep D № 639 «onderlinge duels» 20:45 uur | Georgië | 0 – 1            | Wales | Boris Paitsjadzestadion, Tbilisi Toeschouwers: 30.000 Scheidsrechter: Jesús Gil Manzano (ESP) |
| 6 oktober WK-kwalificatie Groep D № 639 «onderlinge duels» 20:45 uur |         | 49' Tom Lawrence |       | Boris Paitsjadzestadion, Tbilisi Toeschouwers: 30.000 Scheidsrechter: Jesús Gil Manzano (ESP) |

|                                                                      |       |                   |         |                                                                                        |
| 9 oktober WK-kwalificatie Groep D № 640 «onderlinge duels» 20:45 uur | Wales | 0 – 1             | Ierland | Cardiff City Stadium, Cardiff Toeschouwers: 33.000 Scheidsrechter: Damir Skomina (SLO) |
| 9 oktober WK-kwalificatie Groep D № 640 «onderlinge duels» 20:45 uur |       | 57' James McClean |         | Cardiff City Stadium, Cardiff Toeschouwers: 33.000 Scheidsrechter: Damir Skomina (SLO) |

|                                                                  |                                          |       |       |                                                                                     |
| 10 november Vriendschappelijk № 641 «onderlinge duels» 21:00 uur | Frankrijk                                | 2 – 0 | Wales | Stade de France, Saint-Denis Toeschouwers: 50.000 Scheidsrechter: Jorge Sousa (POR) |
| 10 november Vriendschappelijk № 641 «onderlinge duels» 21:00 uur | Antoine Griezmann 18' Olivier Giroud 71' |       |       | Stade de France, Saint-Denis Toeschouwers: 50.000 Scheidsrechter: Jorge Sousa (POR) |

|                                                                  |                  |       |                    |                                                                                         |
| 14 november Vriendschappelijk № 642 «onderlinge duels» 20:45 uur | Wales            | 1 – 1 | Panama             | Cardiff City Stadium, Cardiff Toeschouwers: 13.747 Scheidsrechter: Bart Vertenten (BEL) |
| 14 november Vriendschappelijk № 642 «onderlinge duels» 20:45 uur | Tom Lawrence 75' |       | 90' Armando Cooper | Cardiff City Stadium, Cardiff Toeschouwers: 13.747 Scheidsrechter: Bart Vertenten (BEL) |

### 2018
|                                                                         |       |                                                                                             |       |                                                                                         |
| 22 maart Vriendschappelijk China Cup № 643 «onderlinge duels» 19:35 uur | China | 0 – 6                                                                                       | Wales | Guangxi Sportcenter, Nanning Toeschouwers: 36.533 Scheidsrechter: Mohd Bin Yaacob (MAS) |
| 22 maart Vriendschappelijk China Cup № 643 «onderlinge duels» 19:35 uur |       | 2' Gareth Bale 21' Gareth Bale 38' Sam Vokes 45' Harry Wilson 58' Sam Vokes 62' Gareth Bale |       | Guangxi Sportcenter, Nanning Toeschouwers: 36.533 Scheidsrechter: Mohd Bin Yaacob (MAS) |

|                                                                         |                    |       |       |                                                                                       |
| 26 maart Vriendschappelijk China Cup № 644 «onderlinge duels» 20:35 uur | Uruguay            | 1 – 0 | Wales | Guangxi Sportcenter, Nanning Toeschouwers: 41.016 Scheidsrechter: Salman Falahi (QAT) |
| 26 maart Vriendschappelijk China Cup № 644 «onderlinge duels» 20:35 uur | Edinson Cavani 37' |       |       | Guangxi Sportcenter, Nanning Toeschouwers: 41.016 Scheidsrechter: Salman Falahi (QAT) |

|                                                             |        |       |       |                                                                                   |
| 28 mei Vriendschappelijk № 645 «onderlinge duels» 20:00 uur | Mexico | 0 – 0 | Wales | Rose Bowl, Pasadena Toeschouwers: 82.345 Scheidsrechter: Armando Villarreal (USA) |
| 28 mei Vriendschappelijk № 645 «onderlinge duels» 20:00 uur |        |       |       | Rose Bowl, Pasadena Toeschouwers: 82.345 Scheidsrechter: Armando Villarreal (USA) |

|                                                                             |                                                                     |       |                    |                                                                                         |
| 6 september UEFA Nations League Groep B4 № 646 «onderlinge duels» 20:45 uur | Wales                                                               | 4 – 1 | Ierland            | Cardiff City Stadium, Cardiff Toeschouwers: 25.657 Scheidsrechter: Clément Turpin (FRA) |
| 6 september UEFA Nations League Groep B4 № 646 «onderlinge duels» 20:45 uur | Tom Lawrence 6' Gareth Bale 18' Aaron Ramsey 37' Connor Roberts 55' |       | 66' Shaun Williams | Cardiff City Stadium, Cardiff Toeschouwers: 25.657 Scheidsrechter: Clément Turpin (FRA) |

|                                                                             |                                             |       |       |                                                                            |
| 9 september UEFA Nations League Groep B4 № 647 «onderlinge duels» 18:00 uur | Denemarken                                  | 2 – 0 | Wales | NRGi Park, Aarhus Toeschouwers: 17.506 Scheidsrechter: Deniz Aytekin (GER) |
| 9 september UEFA Nations League Groep B4 № 647 «onderlinge duels» 18:00 uur | Christian Eriksen 32' Christian Eriksen 63' |       |       | NRGi Park, Aarhus Toeschouwers: 17.506 Scheidsrechter: Deniz Aytekin (GER) |

|                                                                 |               |       |                                                                   |                                                                                       |
| 11 oktober Vriendschappelijk № 648 «onderlinge duels» 20:45 uur | Wales         | 1 – 4 | Spanje                                                            | Millennium Stadium, Cardiff Toeschouwers: 50.232 Scheidsrechter: Anthony Taylor (ENG) |
| 11 oktober Vriendschappelijk № 648 «onderlinge duels» 20:45 uur | Sam Vokes 89' |       | 8' Paco Alcácer 19' Sergio Ramos 29' Paco Alcácer 74' Marc Bartra | Millennium Stadium, Cardiff Toeschouwers: 50.232 Scheidsrechter: Anthony Taylor (ENG) |

|                                                                            |         |                  |       |                                                                               |
| 16 oktober UEFA Nations League Groep B4 № 649 «onderlinge duels» 20:45 uur | Ierland | 0 – 1            | Wales | Avivastadion, Dublin Toeschouwers: 38.321 Scheidsrechter: Björn Kuipers (NED) |
| 16 oktober UEFA Nations League Groep B4 № 649 «onderlinge duels» 20:45 uur |         | 58' Harry Wilson |       | Avivastadion, Dublin Toeschouwers: 38.321 Scheidsrechter: Björn Kuipers (NED) |

|                                                                             |                 |       |                                              |                                                                                        |
| 16 november UEFA Nations League Groep B4 № 650 «onderlinge duels» 19:45 uur | Wales           | 1 – 2 | Denemarken                                   | Cardiff City Stadium, Cardiff Toeschouwers: 32.254 Scheidsrechter: Ivan Kružliak (SVK) |
| 16 november UEFA Nations League Groep B4 № 650 «onderlinge duels» 19:45 uur | Gareth Bale 89' |       | 42' Nicolai Jørgensen 88' Martin Braithwaite | Cardiff City Stadium, Cardiff Toeschouwers: 32.254 Scheidsrechter: Ivan Kružliak (SVK) |

|                                                                  |                        |       |       |                                                                                   |
| 20 november Vriendschappelijk № 651 «onderlinge duels» 20:00 uur | Albanië                | 1 – 0 | Wales | Elbasan Arena, Elbasan Toeschouwers: 3.000 Scheidsrechter: Dejan Jakimovski (MKD) |
| 20 november Vriendschappelijk № 651 «onderlinge duels» 20:00 uur | Bekim Balaj 58' (pen.) |       |       | Elbasan Arena, Elbasan Toeschouwers: 3.000 Scheidsrechter: Dejan Jakimovski (MKD) |

### 2019
|                                                               |                    |       |                    |                                                                                 |
| 20 maart Vriendschappelijk № 652 «onderlinge duels» 20:45 uur | Wales              | 1 – 0 | Trinidad en Tobago | The Racecourse, Wrexham Toeschouwers: 10.326 Scheidsrechter: Tim Marshall (NIR) |
| 20 maart Vriendschappelijk № 652 «onderlinge duels» 20:45 uur | Ben Woodburn 90+2' |       |                    | The Racecourse, Wrexham Toeschouwers: 10.326 Scheidsrechter: Tim Marshall (NIR) |

|                                                                     |                 |       |           |                                                                                       |
| 24 maart EK-kwalificatie Groep E № 653 «onderlinge duels» 20:45 uur | Wales           | 1 – 0 | Slowakije | Cardiff City Stadium, Cardiff Toeschouwers: 31.617 Scheidsrechter: Felix Zwayer (GER) |
| 24 maart EK-kwalificatie Groep E № 653 «onderlinge duels» 20:45 uur | Daniel James 5' |       |           | Cardiff City Stadium, Cardiff Toeschouwers: 31.617 Scheidsrechter: Felix Zwayer (GER) |

|                                                                   |                                            |       |                  |                                                                                      |
| 8 juni EK-kwalificatie Groep E № 654 «onderlinge duels» 15:00 uur | Kroatië                                    | 2 – 1 | Wales            | Stadion Gradski vrt, Osijek Toeschouwers: 17.061 Scheidsrechter: István Kovács (ROU) |
| 8 juni EK-kwalificatie Groep E № 654 «onderlinge duels» 15:00 uur | James Lawrence 17' (e.d.) Ivan Perišić 48' |       | 77' David Brooks | Stadion Gradski vrt, Osijek Toeschouwers: 17.061 Scheidsrechter: István Kovács (ROU) |

|                                                                    |                 |       |       |                                                                                |
| 11 juni EK-kwalificatie Groep E № 655 «onderlinge duels» 20:45 uur | Hongarije       | 1 – 0 | Wales | Groupama Arena, Boedapest Toeschouwers: 18.350 Scheidsrechter: Matej Jug (SLO) |
| 11 juni EK-kwalificatie Groep E № 655 «onderlinge duels» 20:45 uur | Máté Pátkai 80' |       |       | Groupama Arena, Boedapest Toeschouwers: 18.350 Scheidsrechter: Matej Jug (SLO) |

|                                                                        |                                          |       |                  |                                                                                                |
| 6 september EK-kwalificatie Groep E № 656 «onderlinge duels» 20:45 uur | Wales                                    | 2 – 1 | Azerbeidzjan     | Cardiff City Stadium, Cardiff Toeschouwers: 28.385 Scheidsrechter: Trustin Farrugia Cann (MLT) |
| 6 september EK-kwalificatie Groep E № 656 «onderlinge duels» 20:45 uur | Pavel Paşayev 26' (e.d.) Gareth Bale 84' |       | 59' Mahir Emreli | Cardiff City Stadium, Cardiff Toeschouwers: 28.385 Scheidsrechter: Trustin Farrugia Cann (MLT) |

|                                                                  |                  |       |             |                                                                                        |
| 9 september Vriendschappelijk № 657 «onderlinge duels» 20:45 uur | Wales            | 1 – 0 | Wit-Rusland | Cardiff City Stadium, Cardiff Toeschouwers: 7.666 Scheidsrechter: William Collum (SCO) |
| 9 september Vriendschappelijk № 657 «onderlinge duels» 20:45 uur | Daniel James 17' |       |             | Cardiff City Stadium, Cardiff Toeschouwers: 7.666 Scheidsrechter: William Collum (SCO) |

|                                                                       |                 |       |                   | |
| 10 oktober EK-kwalificatie Groep E № 658 «onderlinge duels» 20:45 uur | Slowakije       | 1 – 1 | Wales             | Štadión Antona Malatinského, Trnava Toeschouwers: 18.071 Scheidsrechter: Carlos del Cerro Grande (ESP) |
| 10 oktober EK-kwalificatie Groep E № 658 «onderlinge duels» 20:45 uur | Juraj Kucka 53' |       | 25' Kieffer Moore | Štadión Antona Malatinského, Trnava Toeschouwers: 18.071 Scheidsrechter: Carlos del Cerro Grande (ESP) |

|                                                                       |                   |       |                  |                                                                                        |
| 13 oktober EK-kwalificatie Groep E № 659 «onderlinge duels» 20:45 uur | Wales             | 1 – 1 | Kroatië          | Cardiff City Stadium, Cardiff Toeschouwers: 31.745 Scheidsrechter: Björn Kuipers (NED) |
| 13 oktober EK-kwalificatie Groep E № 659 «onderlinge duels» 20:45 uur | Gareth Bale 45+3' |       | 9' Nikola Vlašić | Cardiff City Stadium, Cardiff Toeschouwers: 31.745 Scheidsrechter: Björn Kuipers (NED) |

|                                                                        |              |                                    |       |                                                                              |
| 16 november EK-kwalificatie Groep E № 660 «onderlinge duels» 18:00 uur | Azerbeidzjan | 0 – 2                              | Wales | Bakcell Arena, Bakoe Toeschouwers: 8.622 Scheidsrechter: Deniz Aytekin (GER) |
| 16 november EK-kwalificatie Groep E № 660 «onderlinge duels» 18:00 uur |              | 10' Kieffer Moore 34' Harry Wilson |       | Bakcell Arena, Bakoe Toeschouwers: 8.622 Scheidsrechter: Deniz Aytekin (GER) |

|                                                                        |                                   |       |           |                                                                                         |
| 19 november EK-kwalificatie Groep E № 661 «onderlinge duels» 20:45 uur | Wales                             | 2 – 0 | Hongarije | Cardiff City Stadium, Cardiff Toeschouwers: 31.762 Scheidsrechter: Ovidiu Haţegan (ROU) |
| 19 november EK-kwalificatie Groep E № 661 «onderlinge duels» 20:45 uur | Aaron Ramsey 15' Aaron Ramsey 47' |       |           | Cardiff City Stadium, Cardiff Toeschouwers: 31.762 Scheidsrechter: Ovidiu Haţegan (ROU) |

FAW · A-internationals · Bondscoaches · Statistieken · Welsh vrouwenelftal · Brits olympisch elftal · Wales U21 · Wales U20 · Wales U19 · Wales U18 · Wales U17 · Wales U16
1876 – 1899 ·
1900 – 1919 ·
1920 – 1929 ·
1930 – 1939 ·
1940 – 1949 ·
1950 – 1959 ·
1960 – 1969 ·
1970 – 1979 ·
1980 – 1989 ·
1990 – 1999 ·
2000 – 2009 ·
2010 – 2019 ·
2020 − 2029
EK 2016 · 
EK 2020
WK 1958
1876 · 
1877 · 
1878 · 
1879 · 
1880 · 
1881 · 
1882 · 
1883 · 
1884 · 
1885 · 
1886 · 
1887 · 
1888 · 
1889 · 
1890 · 
1891 · 
1892 · 
1893 · 
1894 · 
1895 · 
1896 · 
1897 · 
1898 · 
1899 · 
1900 · 
1901 · 
1902 · 
1903 · 
1904 · 
1905 · 
1906 · 
1907 · 
1908 · 
1909 · 
1910 · 
1911 · 
1912 · 
1913 · 
1914 · 
1915 · 1916 · 1917 · 1918 · 1919 · 
1920 · 
1921 · 
1922 · 
1923 · 
1924 · 
1925 · 
1926 · 
1927 · 
1928 · 
1929 · 
1930 · 
1931 · 
1932 · 
1933 · 
1934 · 
1935 · 
1936 · 
1937 · 
1938 · 
1939 · 
1940 · 1941 · 1942 · 1943 · 1944 · 1945 · 
1946 · 
1947 · 
1948 · 
1949 · 
1950 · 
1952 · 
1952 · 
1953 · 
1954 · 
1955 · 
1956 · 
1957 · 
1958 · 
1959 · 
1960 · 
1961 · 
1962 · 
1963 · 
1964 · 
1965 · 
1966 · 
1967 · 
1968 · 
1969 · 
1970 · 
1971 · 
1972 · 
1973 · 
1974 · 
1975 · 
1976 · 
1977 · 
1978 · 
1979 · 
1980 · 
1981 · 
1982 · 
1983 · 
1984 · 
1985 · 
1986 · 
1987 · 
1988 · 
1989 · 
1990 · 
1991 · 
1992 · 
1993 · 
1994 · 
1995 · 
1996 · 
1997 · 
1998 · 
1999 · 
2000 · 
2001 · 
2002 · 
2003 · 
2004 · 
2005 · 
2006 · 
2007 · 
2008 · 
2009 · 
2010 · 
2011 · 
2012 · 
2013 · 
2014 · 
2015 · 
2016 · 
2017 ·
2018 ·
2019 ·
2020 ·
2021 ·
2022 ·
2023
Albanië ·
Andorra ·
Argentinië ·
Armenië ·
Australië ·
Azerbeidzjan ·
België ·
Bosnië en Herzegovina ·
Brazilië ·
Bulgarije ·
Canada ·
Chili ·
China ·
Costa Rica ·
Cyprus ·
DDR ·
Denemarken ·
Duitsland ·
Engeland ·
Estland ·
Faeröer ·
Finland ·
Frankrijk ·
Georgië ·
Gibraltar ·
Griekenland ·
Hongarije ·
Ierland ·
IJsland ·
Iran ·
Israël ·
Italië ·
Jamaica ·
Japan ·
Joegoslavië ·
Kazachstan ·
Koeweit ·
Kroatië ·
Letland ·
Liechtenstein ·
Luxemburg ·
Malta ·
Mexico ·
Moldavië ·
Montenegro ·
Nederland ·
Nieuw-Zeeland ·
Noord-Ierland ·
Noord-Macedonië ·
Noorwegen ·
Oekraïne ·
Oostenrijk ·
Panama ·
Paraguay ·
Polen ·
Portugal · 
Qatar ·
Roemenië ·
Rusland ·
San Marino ·
Saoedi-Arabië ·
Schotland ·
Servië ·
Servië en Montenegro ·
Slovenië ·
Slowakije ·
Sovjet-Unie ·
Spanje ·
Trinidad & Tobago ·
Tsjechië ·
Tsjecho-Slowakije ·
Tunesië ·
Turkije ·
Uruguay ·
Verenigde Staten ·
Wit-Rusland ·
Zuid-Korea ·
Zweden ·
Zwitserland
Engeland (2016) · 
Denemarken (2021) · 
Italië (2021) · 
Rusland (2016) ·
Slowakije (2016) · 
Turkije (2021) · 
Zwitserland (2021)
AFC-zone: Afghanistan · Australië · Bahrein · Bangladesh · Bhutan · Brunei · Cambodja · China · Chinees Taipei · Filipijnen · Guam · Hongkong · India · Indonesië · Iran · Irak · Japan · Jemen · Jordanië · Koeweit · Kirgizië · Laos · Libanon · Macau · Maleisië · Maldiven · Mongolië · Myanmar · Nepal · Noord-Korea · Oezbekistan · Oman · Oost-Timor · Pakistan · Palestina · Qatar · Saoedi-Arabië · Singapore · Sri Lanka · Syrië · Tadjikistan · Thailand · Turkmenistan · Verenigde Arabische Emiraten · Vietnam · Zuid-Korea

CAF-zone: Algerije · Angola · Benin · Botswana · Burkina Faso · Burundi · Centraal-Afrikaanse Republiek · Comoren · Congo-Brazzaville · Congo-Kinshasa · Djibouti · Egypte · Equatoriaal-Guinea · Eritrea · Ethiopië · Gabon · Gambia · Ghana · Guinee · Guinee-Bissau · Ivoorkust · Kaapverdië · Kameroen · Kenia · Lesotho · Liberia · Libië · Madagaskar · Malawi · Mali · Mauritanië · Mauritius · Marokko · Mozambique · Namibië · Niger · Nigeria · Oeganda · Rwanda · Sao Tomé en Principe · Senegal · Seychellen · Sierra Leone · Soedan · Somalië · Swaziland · Tanzania · Togo · Tsjaad · Tunesië · Zambia · Zimbabwe · Zuid-Afrika · Zuid-Soedan 

CONCACAF-zone: Amerikaanse Maagdeneilanden · Anguilla · Antigua en Barbuda · Aruba · Bahama's · Barbados · Belize · Bermuda · Britse Maagdeneilanden · Canada · Kaaimaneilanden · Costa Rica · Cuba · Curaçao · Dominica · Dominicaanse Republiek · El Salvador · Frans Guyana · Grenada · Guadeloupe · Guatemala · Guyana · Haïti · Honduras · Jamaica · Martinique · Mexico · Montserrat · 
Nicaragua · Panama · Puerto Rico · Saint Kitts en Nevis · Saint Lucia · Saint Vincent en de Grenadines · Sint Maarten · Suriname · Trinidad en Tobago · Turks- en Caicoseilanden · Verenigde Staten

CONMEBOL-zone: Argentinië · Bolivia · Brazilië · Chili · Colombia · Ecuador · Paraguay · Peru · Uruguay · Venezuela

OFC-zone: Amerikaans-Samoa · Cookeilanden · Fiji · Nieuw-Caledonië · Nieuw-Zeeland · Papoea-Nieuw-Guinea · Samoa · Salomoneilanden · Tahiti · Tonga · Vanuatu

UEFA-zone: Albanië · Andorra · Armenië · Azerbeidzjan · België · Bosnië en Herzegovina · Bulgarije · Cyprus · Denemarken · Duitsland · Engeland · Estland · Faeröer · Finland · Frankrijk · Georgië · Gibraltar · Griekenland · Hongarije · IJsland · Ierland · Israël · Italië · Kazachstan · Kosovo · Kroatië · Letland · Liechtenstein · Litouwen · Luxemburg · Macedonië · Malta · Moldavië · Montenegro · Nederland · Noord-Ierland · Noorwegen · Oekraïne · Oostenrijk · Polen · Portugal · Roemenië · Rusland · San Marino · Schotland · Servië · Slovenië · Slowakije · Spanje · Tsjechië · Turkije · Wales · Wit-Rusland · Zweden · Zwitserland